# Pstroszyce (przystanek kolejowy)
Pstroszyce – przystanek kolejowy w Pstroszycach Pierwszych, w województwie małopolskim, w Polsce. Na stacji zatrzymują się pociągi osobowe do Kielc, Ostrowca Świętokrzyskiego i Krakowa.

## Nazwa
Do 2023 przystanek nosił nazwę Dziadówki.

## Ruch pasażerski[2]
| Rok  | Wymiana pasażerska na dobę |
| ---- | -------------------------- |
| 2017 | 10-19                      |
| 2018 | 10-19                      |
| 2019 | 20-49                      |
| 2020 | 10-19                      |
| 2021 | 10-19                      |
| 2022 | 20-49                      |
| 2023 | 20-49                      |